# 26908 Lebesgue
26908 Lebesgue este un asteroid din centura principală de asteroizi.

## Descriere
26908 Lebesgue este un asteroid din centura principală de asteroizi. A fost descoperit pe 11 aprilie 1996 la Prescott (Arizona) de Paul G. Comba. Asteroidul prezintă o orbită caracterizată de o semiaxă mare de 2,51 ua, o excentricitate de 0,07 și o înclinație de 1,7° în raport cu ecliptica.